# Medición del caudal
El presente artículo trata de los diversos métodos para la medición del caudal líquido.  Existe una primera clasificación de los métodos de medición según se trate de la medición del caudal en un flujo a la presión atmosférica, o de un flujo a presiones superiores a la atmosférica, como puede ser en tuberías.

## Medición del caudal en corrientes libres
La medición del caudal en ríos, arroyos y canales se pueden hacer con base en los siguientes procedimientos:

### Procedimientos basados en la geometría de la sección y en la velocidad media del flujo
Para aplicar este procedimiento se debe conocer exactamente la geometría de la sección en la cual se efectuará la medición, lo cual permite conocer el área A (h) que corresponde a la altura h, y se debe determinar en la forma más precisa posible:
- El nivel del agua en la sección, h
- La velocidad media del fluido en la sección, Vmedia

Como consecuencia, el caudal Q será igual a: Vmedia * A (h)
Una vez conocidas varias parejas de datos [h - Vmedia], se dice que la sección ha sido calibrada, y se puede determinar una fórmula empírica de transformación de nivel en caudal. A partir de este momento, y mientras la sección no se modifique, se puede estimar el caudal midiendo el nivel del agua en la sección, y utilizando la ecuación de transformación.  Las ecuaciones de transformación son más precisas para secciones regulares, cuya geometría sea próxima a la de un rectángulo, un triángulo o un trapecio.  Por esa razón, cuando es compatible con los costos, se introducen en los canales, secciones específicas para la medición del caudal.

#### Procedimientos para determinar la velocidad media del agua en un flujo
- Mediante el uso de correntómetro;
- Mediante el uso de instrumentos basados en el efecto Doppler;
- Mediciones mediante el tubo de Pitot;

### Procedimientos basados en la dilución de trazadores
Para la determinación del caudal, se puede utilizar también un trazador químico o atómico, para determinar el grado de dilución alcanzado y, por lo tanto, el volumen en el cual se ha diluido.

## Medición del caudal entuberías
En el caso de tuberías, la sección transversal es conocida con la suficiente precisión. Para la medición de la velocidad se utilizan, entre otros los siguientes procedimientos:
- Mediante el uso de correntómetro;
- Mediante el uso de instrumentos basados en el efecto Doppler;
- Mediciones mediante el tubo de Pitot;
- Introduciendo un estrangulamiento del tubo, el que puede ser gradual, mediante una pieza especial denominada Tubo de Venturi; o abrupta, mediante la inserción de un diafragma.

- Datos: Q6008731